# Ulriksdals Slottsteater

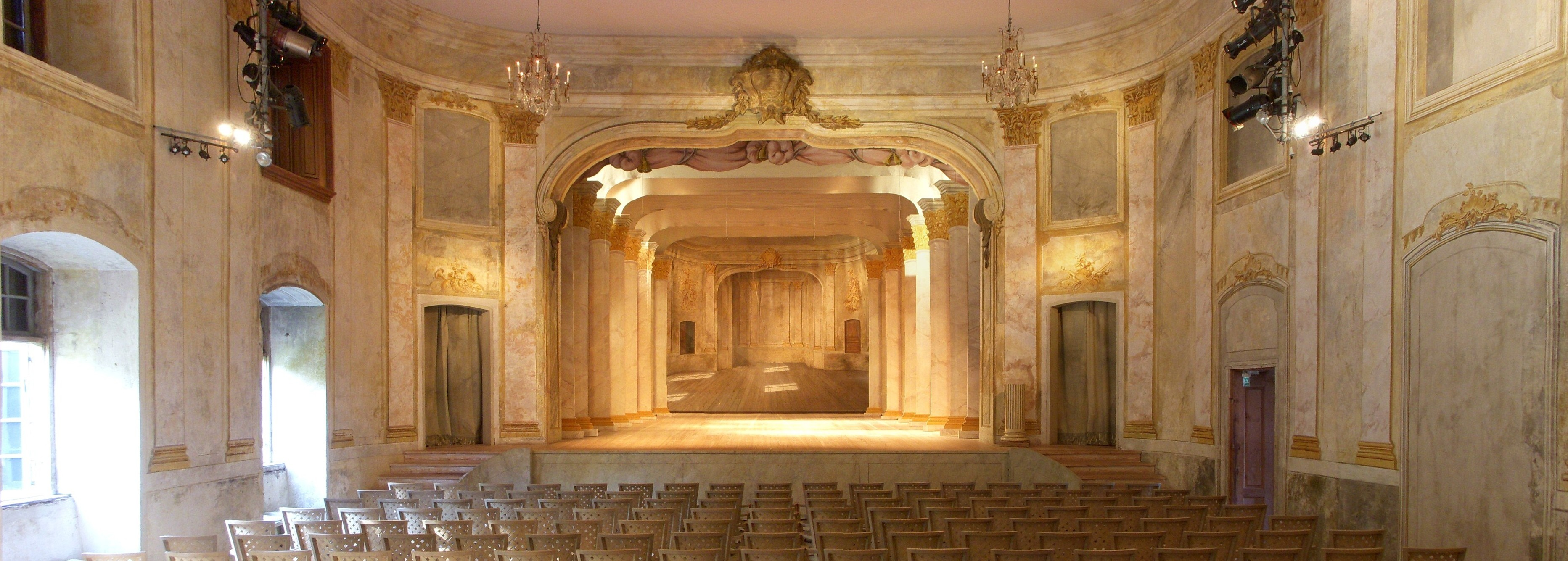
Le Ulriksdals Slottsteater.

Le Ulriksdals Slottsteater appelé aussi Confidencen est une scène dédiée à l'opéra en Suède.
C'est le plus vieux théâtre rococo du pays. Il a été construit en 1753 pour Louise-Ulrique de Prusse, dans un bâtiment remontant à 1671. Il abrita alors la troupe Dulondel. Il fait partie de l'ensemble du palais d'Ulriksdal.